# Et si le ciel existait ?
Pour plus de détails, voir Fiche technique et Distribution.
Et si le ciel existait ? (Heaven Is for Real) est un film américain réalisé par Randall Wallace et sorti en 2014.

## Synopsis
Âgé de 4 ans, Colton Burpo est le fils du pasteur Todd Burpo et de son épouse Sonia. Après avoir été transporté en urgence à l'hôpital, Colton vit une expérience de mort imminente. Quelques mois plus tard, il raconte à ses parents comment il a vu le chirurgien l'opérer pendant que sa mère téléphonait et que son père priait seul dans une salle proche. Il détaille ensuite sa rencontre au paradis avec des anges puis avec Jésus ainsi qu'avec des proches, son arrière-grand-père mort trente ans avant sa naissance, et sa sœur morte en fausse couche.

## Fiche technique
- Titre original : Heaven Is for Real
- Titre français : Et si le ciel existait ?
- Réalisation : Randall Wallace
- Scénario : Randall Wallace et Chris Parker d'après le livre « Heaven Is for Real: A Little Boy's Astounding Story of His Trip to Heaven and Back » de Todd Burpo et Lynn Vincent.
- Musique : Nick Glennie-Smith
- Arrangements : Benoît Groulx
- Photographie : Dean Semler
- Montage : John Wright
- Dates de sortie :
  - États-Unis : 16 avril 2014

## Distribution
- Greg Kinnear : Todd Burpo
- Kelly Reilly (VF : Marcha Van Boven) : Sonja Burpo
- Thomas Haden Church : Jay Wilkins
- Connor Corum : Colton Burpo
- Lane Styles : Cassie Burpo
- Margo Martindale : Nancy Rawling
- Jacob Vargas : Michael
- Thanya Romero : Rosa
- Danso Gordon : Ray
- Rob Moran : Dr O'Holleran
- Nancy Sorel : Dr Charlotte Slater